# 弗魯特維爾 (明尼蘇達州)
弗魯特維爾（英語：Fruitville）是位於美國明尼蘇達州本頓縣梅休萊克鎮區的一個非建制地區。

## 地理
弗魯特維爾所處的海拔為高於海平面348米（即1142英呎），而該地所採用的時區為UTC-6，即北美中部時區（CST）。同時該地設有夏令時間，為UTC-6調快一小時，即UTC-5（CDT）。